# Ron Fellows

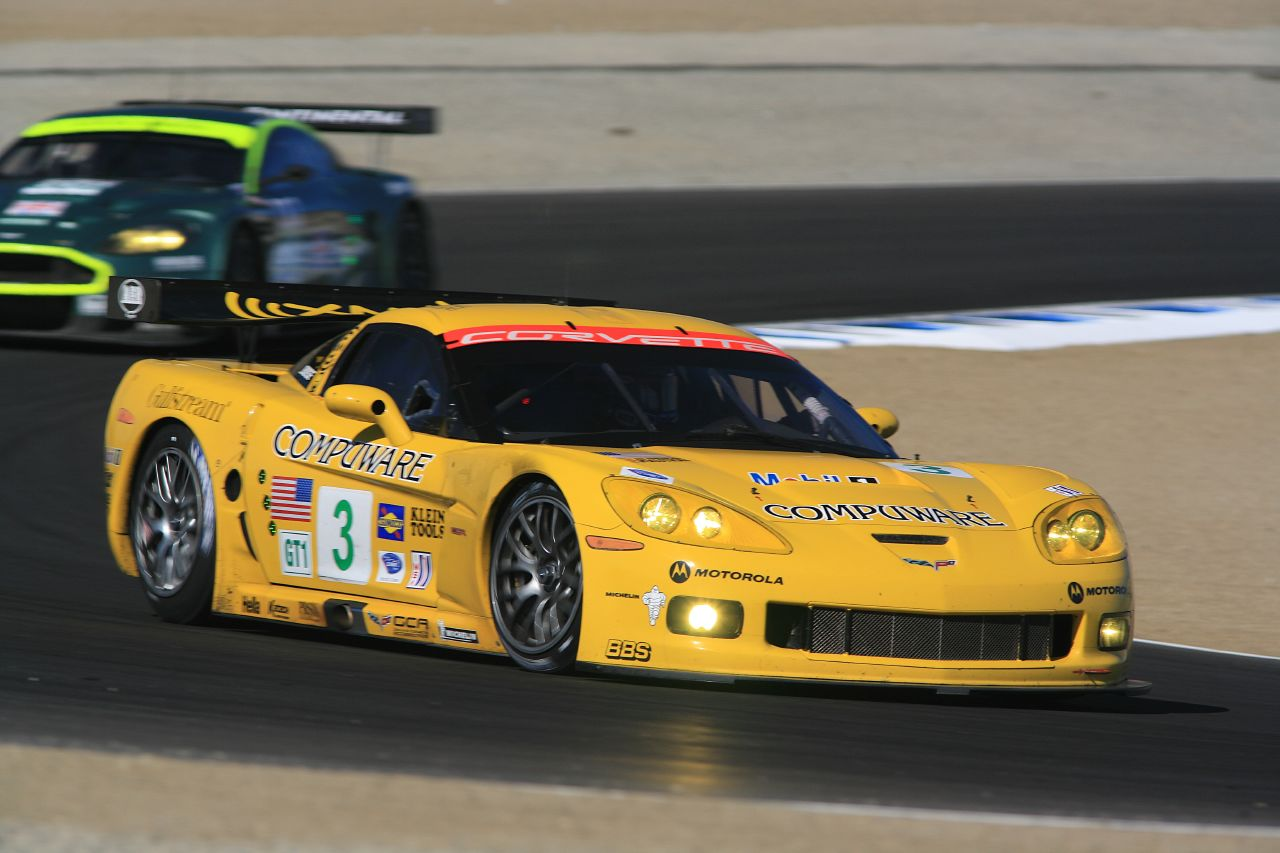
Chevrolet Corvette C6.R von Ron Fellows und Johnny O’Connell beim 4-Stunden-Rennen von Laguna Seca 2006

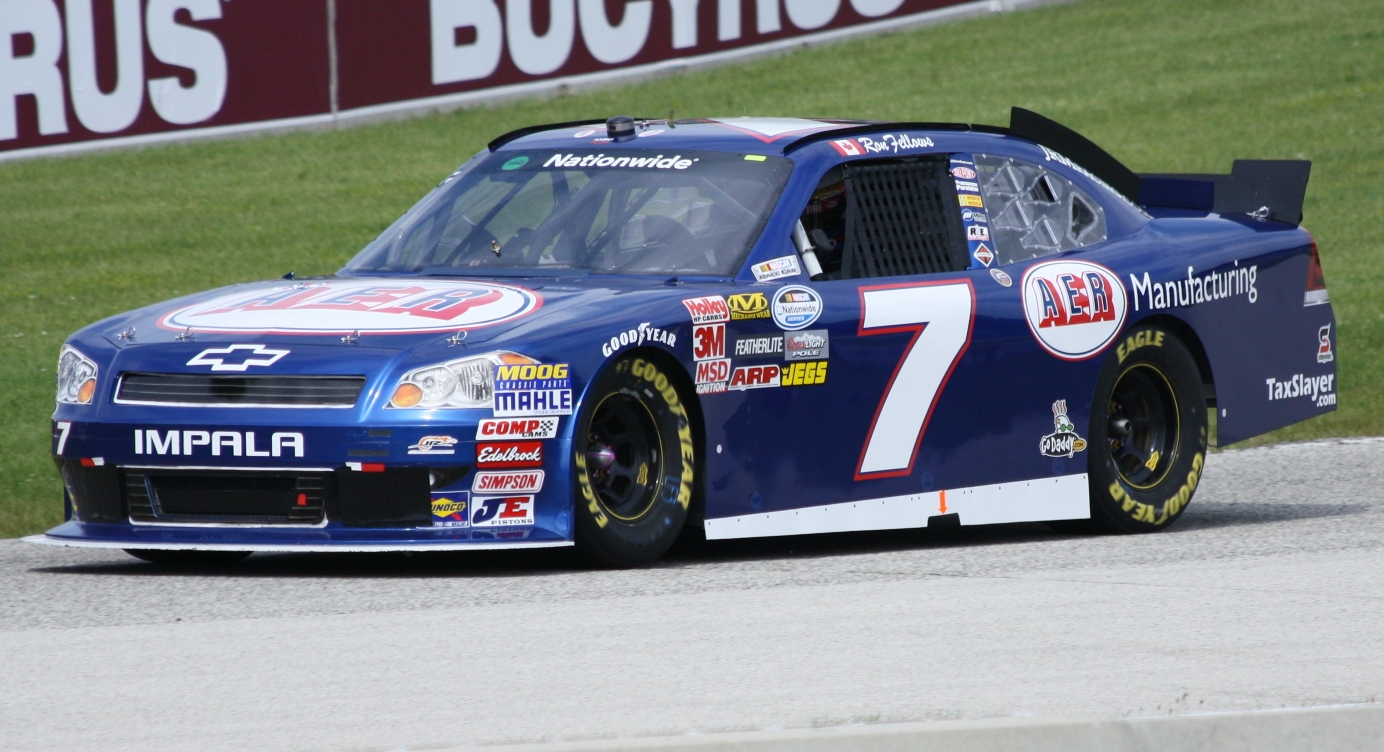
Ron Fellows im Chevrolet Impala beim Bucyrus 200 2011

Ronald Charles „Ron“ Fellows (* 28. September 1959 in Windsor) ist ein ehemaliger kanadischer Autorennfahrer und Unternehmer.

## Karriere im Motorsport

### Erste Jahre
Ron Fellows interessierte sich schon in jungen Jahren für den Motorsport. Der 1982 beim Training zum Großen Preis von Belgien 1982 tödlich verunglückte Gilles Villeneuve war das große Idol seiner Jugend. Fellows besaß eine der größten Merchandising-Sammlungen des kanadischen Rennfahrers.
Nach Anfängen im Kartsport begann er Ende der 1970er-Jahre Monopostorennen in der Formel Ford zu fahren. Fellows fehlten jedoch die finanziellen Mittel, um langfristig Motorsport zu betreiben, und musste schon nach einem Jahr seine Ambitionen wieder beenden. Fast ein Jahrzehnt arbeitete er daraufhin als einfacher Arbeiter an einer kanadischen Gaspipeline.

### Sportwagenrennen
Mit gesparten Geld kehrte er Mitte der 1980er-Jahre in den Motorsport zurück. Er besuchte eine Rennfahrerschule und wurde auch danach von seinem Fahrerlehrer, dem ehemaligen Rennfahrer Richard Spénard unterstützt. Im Unterschied zu seinen ersten Versuchen engagierte er sich diesmal im Sportwagensport. Erste professionelle Einsätze hatte er in der Trans-Am-Serie, wo er 1987 bei einem Rennen in Road Atlanta mit dem vierten Rang seine erste Platzierung im Vorderfeld Eies Schlussklassement erzielte. In den folgenden Jahren blieb Fellows in der Trans-Am-Serie. Mit 19 Gesamtsiegen bei 95 Rennstarts wurde er zu einem der erfolgreichsten Fahrern dieser Rennserie. Trotz dieser vielen Einzelsiege blieb ihm ein Gesamtsieg in der Meisterschaft verwehrt. 1993 (hinter Scott Sharp), 1994 (hinter Scott Pruett) und 1995 (hinter Tommy Kendall) wurde er Vizemeister. 1996  hinter Kendall und Dorsey Schroeder Gesamtdritter.
1993 bestritt er auf einem Ford Mustang sein erstes 24-Stunden-Rennen von Daytona und gewann 1997 gemeinsam mit Rob Morgan auf einem Ferrari 333SP das 2-Stunden-Rennen von Mosport. Das Rennen zählte zur IMSA-GT-Serie 1997 und war sein erster Sieg bei einem internationalen Sportwagenrennen.
1998 begann die langjährige Zusammenarbeit mit General Motors und Corvette Racing. Fellows war in die Entwicklung und Rennvorbereitung des neuen Rennwagentyps, dem C5-R eingebunden und fuhr später auch das Nachfolgemodell, den C6.R. In Nordamerika war er in der American Le Mans Series engagiert, in Europa bestritt er das 24-Stunden-Rennen von Le Mans. Beim 24-Stunden-Rennen von Daytona 2000 verpasste er den Gesamtsieg nur knapp. Mit den Partnern Chris Kneifel und Justin Bell fehlten nach 24-Stunden-Fahrzeit nur 31 Sekunden auf das Siegertrio Olivier Beretta, Dominique Dupuy und Karl Wendlinger auf einer Chrysler Viper GTS-R. Im Jahr darauf folgte in Daytona der Gesamtsieg.
Dreimal in Folge, 2002, 2003 und 2004 sicherte er sich die Gesamtwertung der GTS-Klasse der American Le Mans Series. 2001 und 2002 holte er sich den Klassensieg beim 24-Stunden-Rennen von Le Mans; 2002, 2003, 2004 und in seinem letzten Corvette-Jahr 2008 den Klassensieg beim 12-Stunden-Rennen von Sebring.

### NASCAR
Schon während seiner Zeit bei Corvette Racing fuhr Fellows sporadisch Rennen in der NASCAR. Sein Debüt gab er 1995 beim Cheez-It 355 at The Glen in Watkins Glen. Bei dieser Rennveranstaltung hatte er 2013 auch seinen letzten Renneinsatz. Dazwischen lagen insgesamt 65 Starts im Sprint Cup, der Xfinity Series und der Camping World Truck Series. Während er im Sprint Cup sieglos blieb, konnte er vier Xfinity-Series-Rennen und zwei Truck-Veranstaltungen in seiner Karriere für sich entscheiden.

## Unternehmer
Nach dem Ende der Rennkarriere eröffnete er die Ron Fellows Performance Driving School und erwarb die Rennstrecke von Mosport. Ron Fellows ist verheiratet und dreifacher Vater.

## Chevrolet Corvette C6 RF-Edition
Die Z06 „Ron Fellows Edition“ (kurz: „RF-Edition“) der Corvette C6 wurde ausschließlich im Jahre 2007 produziert, insgesamt wurden 399 Exemplare gefertigt. 300 Stück wurden in den Vereinigten Staaten, 66 in Kanada und die restlichen 33 Fahrzeuge in verschiedene Länder ausgeliefert.

## Statistik

### Le-Mans-Ergebnisse
| Jahr | Team                        | Fahrzeug                | Teamkollege        | Teamkollege      | Platzierung             | Ausfallgrund |
| ---- | --------------------------- | ----------------------- | ------------------ | ---------------- | ----------------------- | ------------ |
| 2000 | Corvette Racing Garry Pratt | Chevrolet Corvette C5-R | Justin Bell        | Chris Kneifel    | Rang 11                 |              |
| 2001 | Corvette Racing             | Chevrolet Corvette C5-R | Scott Pruett       | Johnny O’Connell | Rang 8 und Klassensieg  |              |
| 2002 | Corvette Racing             | Chevrolet Corvette C5-R | Oliver Gavin       | Johnny O’Connell | Rang 11 und Klassensieg |              |
| 2003 | Corvette Racing             | Chevrolet Corvette C5-R | Franck Fréon       | Johnny O’Connell | Rang 12                 |              |
| 2004 | Corvette Racing             | Chevrolet Corvette C5-R | Massimiliano Papis | Johnny O’Connell | Rang 8                  |              |
| 2005 | Corvette Racing             | Chevrolet Corvette C6.R | Massimiliano Papis | Johnny O’Connell | Rang 6                  |              |
| 2006 | Corvette Racing             | Chevrolet Corvette C6.R | Massimiliano Papis | Johnny O’Connell | Rang 12                 |              |
| 2007 | Corvette Racing             | Chevrolet Corvette C6.R | Jan Magnussen      | Johnny O’Connell | Rang 6                  |              |
| 2008 | Corvette Racing             | Chevrolet Corvette C6.R | Jan Magnussen      | Johnny O’Connell | Rang 14                 |              |

### Sebring-Ergebnisse
| Jahr | Team                      | Fahrzeug                | Teamkollege      | Teamkollege        | Platzierung            | Ausfallgrund  |
| ---- | ------------------------- | ----------------------- | ---------------- | ------------------ | ---------------------- | ------------- |
| 1998 | C. J. Motorsports         | Porsche 911 GT2         | John Morton      | John Graham        | Rang 8                 |               |
| 1999 | Corvette Racing           | Chevrolet Corvette C5-R | John Paul junior | Chris Kneifel      | Rang 22                |               |
| 2000 | Corvette Racing           | Chevrolet Corvette C5-R | Justin Bell      | Chris Kneifel      | Ausfall                | Ventilschaden |
| 2001 | Corvette Racing           | Chevrolet Corvette C5-R | Johnny O’Connell | Chris Kneifel      | Rang 11                |               |
| 2002 | Corvette Racing           | Chevrolet Corvette C5-R | Johnny O’Connell | Oliver Gavin       | Rang 9 und Klassensieg |               |
| 2003 | Corvette Racing           | Chevrolet Corvette C5-R | Johnny O’Connell | Franck Fréon       | Rang 8 und Klassensieg |               |
| 2004 | Corvette Racing           | Chevrolet Corvette C5-R | Johnny O’Connell | Massimiliano Papis | Rang 4 und Klassensieg |               |
| 2005 | Corvette Racing           | Chevrolet Corvette C6.R | Johnny O’Connell | Massimiliano Papis | Rang 5                 |               |
| 2006 | Corvette Racing           | Chevrolet Corvette C6.R | Johnny O’Connell | Massimiliano Papis | Rang 7                 |               |
| 2007 | Corvette Racing           | Chevrolet Corvette C6.R | Johnny O’Connell | Jan Magnussen      | Rang 8                 |               |
| 2008 | Chevrolet Corvette Racing | Chevrolet Corvette C6.R | Johnny O’Connell | Jan Magnussen      | Rang 8 und Klassensieg |               |